# Julius Mayreder

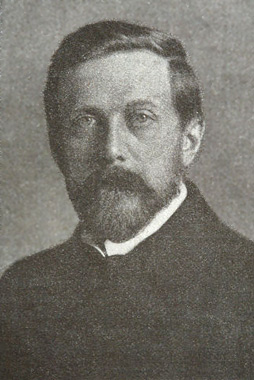
Julius Mayreder

Julius Mayreder (* 26. Juni 1860 in Mauer bei Wien; † 15. Jänner 1911 in Wien) war ein österreichischer Architekt. Er war der jüngere Bruder von Karl Mayreder und Schwager der Frauenrechtlerin Rosa Mayreder.

## Leben
Mayreder besuchte nach der Oberrealschule zunächst von 1878 bis 1880 die Technische Hochschule Wien bei Heinrich von Ferstel und Karl König. Da ihn aber die künstlerische Seite der Architektur mehr interessierte, wechselte er an die Kunstgewerbeschule, an der er von 1880 bis 1882 weilte, und von 1883 bis 1886 an die Akademie der bildenden Künste Wien, wo er die Meisterschule bei Friedrich von Schmidt besuchte. Nach erfolgreichem Studienabschluss konnte er aufgrund eines Reisestipendiums (Rompreis 1886) eine ausgedehnte Studienreise nach Griechenland, Konstantinopel, Italien, Deutschland und Frankreich machen.
1888 begann  Mayreder zunächst bei Victor Luntz in Wien zu arbeiten, anschließend bei E. Nordio in Triest und bei Adolf Láng in Budapest. Zurück in Wien folgte 1890 eine Tätigkeit bei Franz von Neumann, ehe sich Mayreder 1891 selbständig machte. Er arbeitete ab diesem Zeitpunkt oft und erfolgreich mit seinen Brüdern Karl und Rudolf Mayreder zusammen. Ab 1898 war Mayreder Mitglied der Wiener Secession.
1904 heiratete er Maria Einsle. Sein Sohn Friedrich wurde 1905 geboren und wurde ebenfalls Architekt. Mayreder erkrankte an einem Gehirnleiden und starb im Alter von 51 Jahren. Er wurde auf dem Wiener Zentralfriedhof bestattet.

## Werk
Julius Mayreder war vielseitig tätig. Er errichtete nicht nur Villen und Wohnhäuser, sondern auch Bahnhöfe und Fabriken, und er gestaltete Grabmäler und Inneneinrichtungen. Gemeinsam mit seinen Brüdern nahm er an Wettbewerben für große städtebauliche Projekte in Wien teil, wie der Planung des Stubenviertels und dem Generalregulierungsplan. Bei den gemeinsam mit Karl Mayreder umgesetzten Wohnbauten ist der Anteil der einzelnen Architekten daran schwer zu bestimmen. Mayreder pflegte, wie sein Bruder, vorwiegend neobarocke historistische Formen, die dem Repräsentationsbedürfnis der damaligen Zeit entsprachen. Er war aber den modernen Strömungen gegenüber aufgeschlossen und verwendete ab 1900 auch secessionistische Elemente.

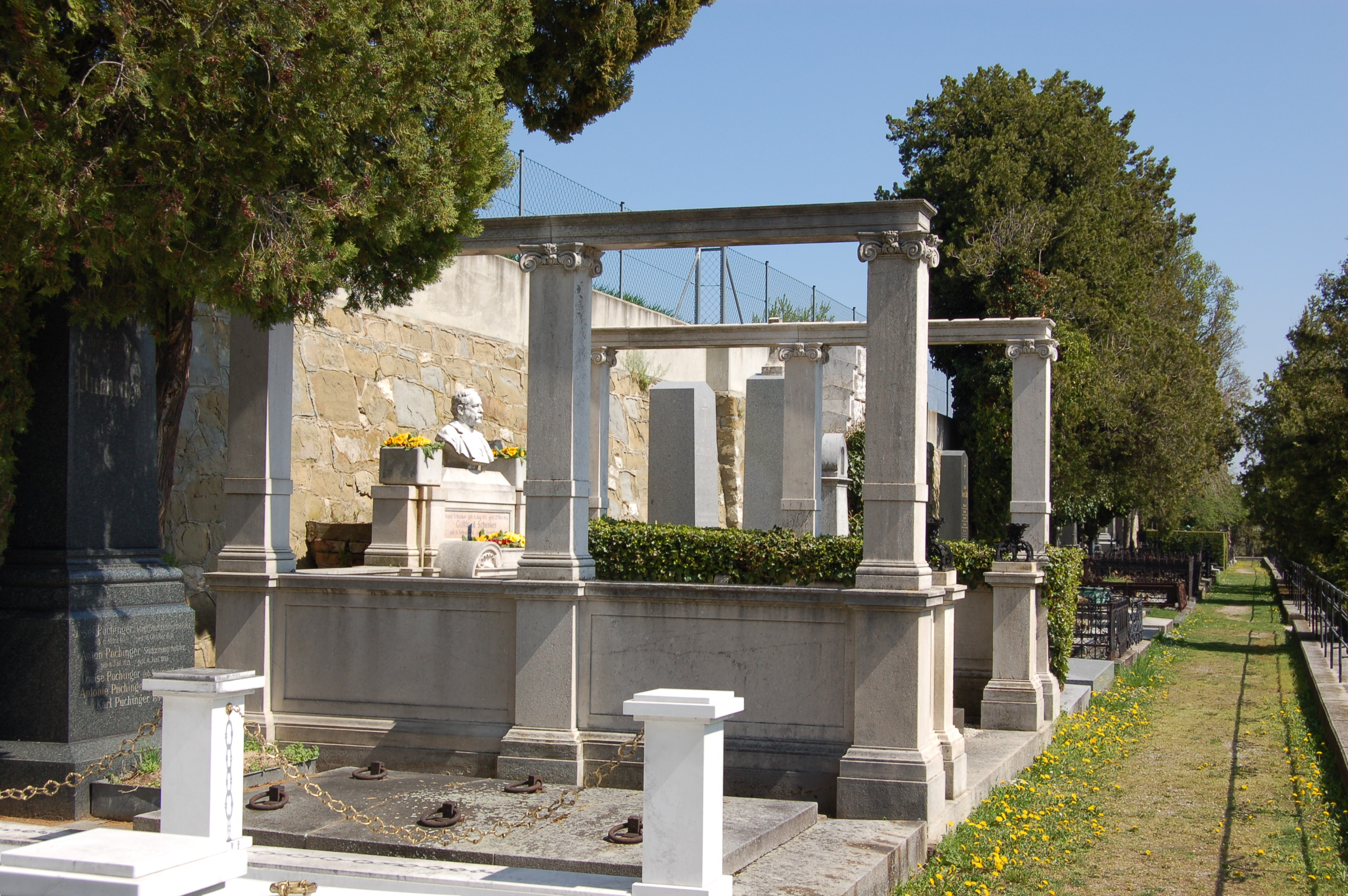
Grabmal Schenker (1896)

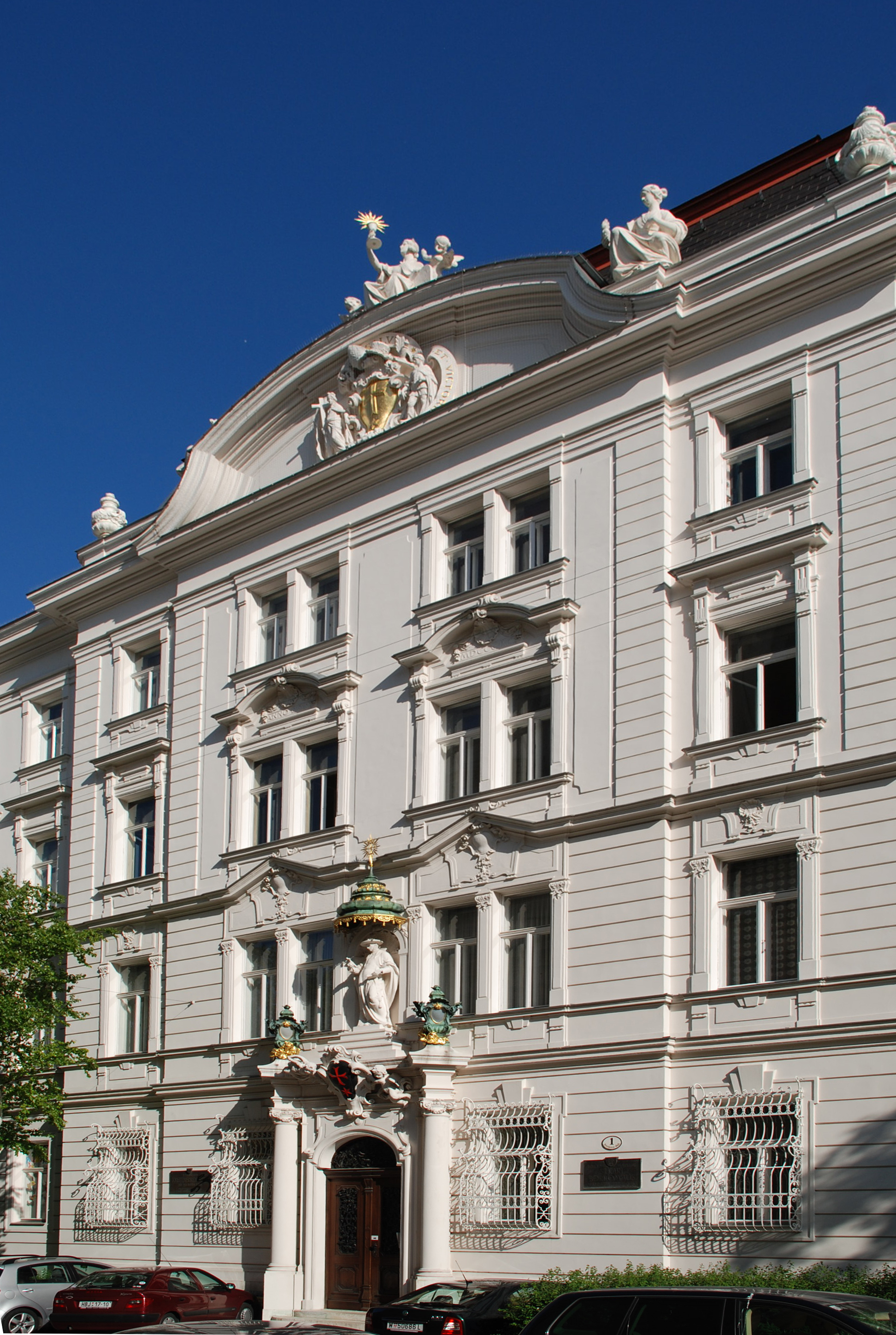
Kreuzherrenhof (1897–1898)

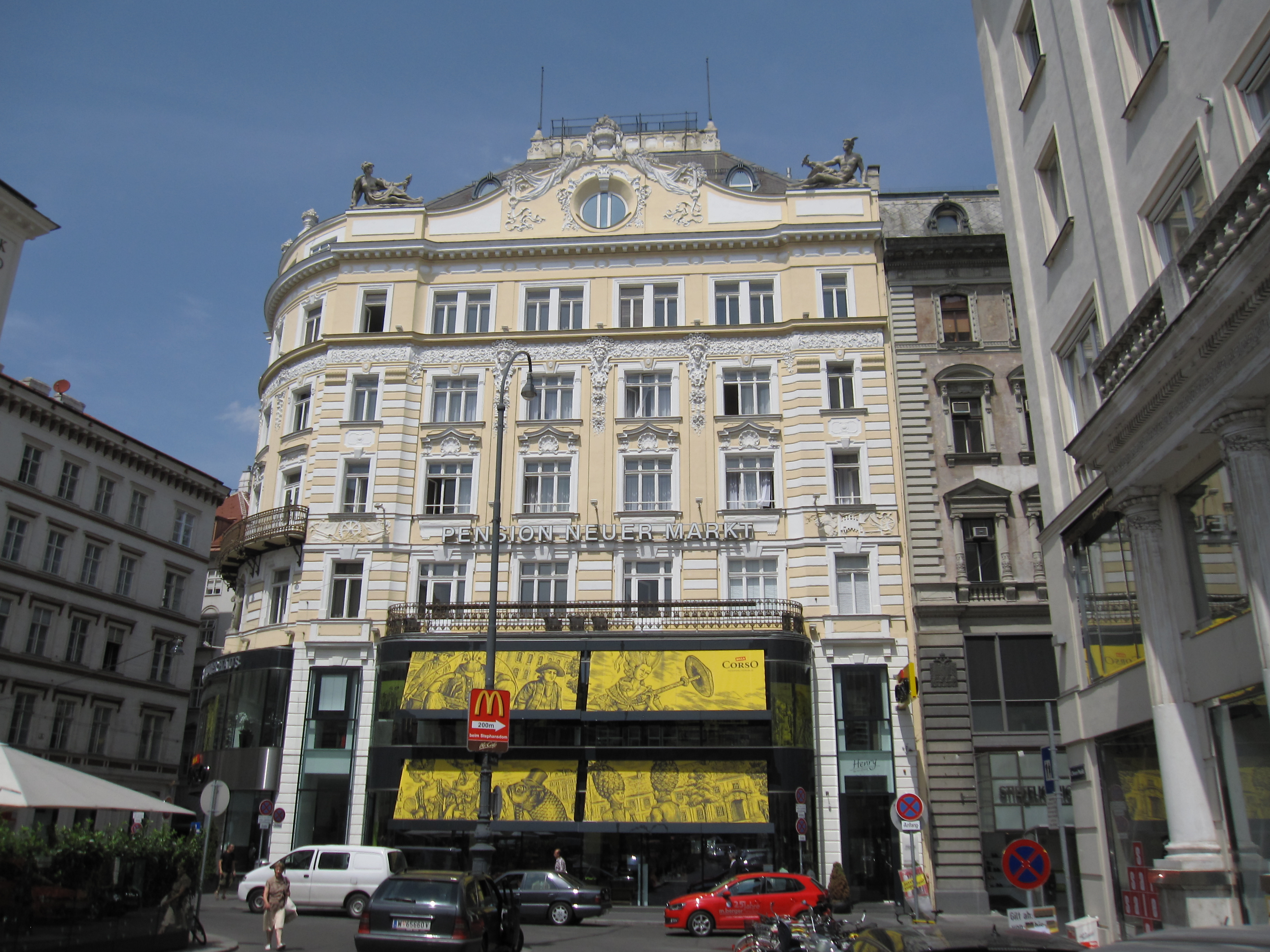
Herrnhuterhaus (1900–1901)

- Grabmal Rudolf und Ludwig Schürer von Waldheim, Zentralfriedhof, Wien 11 (1890–1894) mit Karl Mayreder, Engelsfigur später hinzugekommen
- Ausführung der Zacherlfabrik, Nußwaldgasse 14–16, Wien 19 mit Karl und Rudolf Mayreder, Entwurf Hugo von Wiedenfeld
- General-Regulierungsplan für Wien (Wettbewerbsprojekt „Pro Urbe“, einer der 2. Preise, nur zum Teil ausgeführt; mit Karl und Rudolf Mayreder) (1893)
- Miethaus, Landstraßer Hauptstraße 20, Wien 3 (1893) mit Karl Mayreder
- Atelierbau für Carl Moll, Theresianumgasse 6, Wien 4 (1894), existiert nicht mehr
- Wohn- und Geschäftshaus, Thaliastraße 3, Wien 16 (um 1894) mit Karl Mayreder, Fassade abgeschlagen
- Friedhofskapelle, Bistritz am Hostein, Mähren (1894) mit Karl Mayreder
- Wohnhaus, Dornbach, Wien 17 (um 1894) mit Karl Mayreder, Adresse unbekannt
- Geschäftsportal, Kärntner Straße, Wien 1 (1895) mit Karl Mayreder, nicht erhalten
- Wohn- und Geschäftshaus, Seilergasse 3, Wien 1 (1895–1896)
- Villa Schenker, Hohe Warte 25, Wien 19 (um 1895) mit Karl Mayreder, existiert nicht mehr
- Villa Kattus, Haubenbiglstraße 5, Wien 19 (1896)
- Grabmal Familie Schenker, Heiligenstädter Friedhof, Wien 19 (1896) verändert, mit Karl Mayreder
- Grabmal Spitzer-Lukasz, Zentralfriedhof, Tor 1, Gr. 7 (um 1896)
- Wohn- und Pfarrhaus „Kreuzherrenhof“, Kreuzherrengasse 1, Wien 4 (1897–1898) mit Karl Mayreder
- Villa Ernst Regenhart, Josefa Hory, C.p.673, Freiwaldau, Mähren (1898–1899) mit Karl Mayreder
- Tabernakelaufbau, Pfarrkirche Maria Himmelfahrt, Waidhofen an der Thaya (1899)
- Wohn- und Geschäftshaus „Zum Herrnhuter“, Neuer Markt 17 / Seilergasse 9, Wien 1 (1900–1901)
- Wohnhaus in der Sparkassenstraße 18, Bozen (1900)
- architektonischer Aufbau und Brunnenschale für Tilgner-Brunnen, Resselpark, Wien 4 (um 1901)
- Wiener Bicycle Club, Prater, Wien 2 (1902) existiert nicht mehr
- Wohn- und Geschäftshaus Neues Wiener Tagblatt, Fleischmarkt 5, Wien 1 (1902) 1913 von Arthur Baron umgebaut
- Wohn- und Geschäftshaus Hutter & Schrantz, Windmühlgasse 16–20, Wien 6 (um 1902)
- Wohnhaus, Bognergasse 5 / Naglergasse 6, Wien 1 (1902) Restaurant Zum Schwarzen Kameel
- Miethaus, Gusshausstraße 7, Wien 4 (1903) Großteil der Fassade abgeschlagen
- Städtische Kaiser Franz Josef-Jubiläums Lebens- und Rentenversicherungsanstalt, Tuchlauben 10, Wien 1 (um 1904) existiert nicht mehr
- Hotel Fortino, Grado (um 1905)
- Haus Dr. Rudolf Mayreder, Oberloiben 31, Dürnstein (um 1906)
- Bahnhöfe an der Eisenbahnstrecke Krems–Grein (um 1906)

- Haus Landsberg, Breslau
- Haus Kümmel, Heidelberg
- Landhaus Hardy, Hinterbrühl
- Schuckert-Werke, Engerthstraße 150, Wien 20, existiert nicht mehr
- Danubius-Textilwerke, Pressburg
- Inneneinrichtungen für die Familienhäuser Landsberg in Breslau, Oberleithner in Mährisch-Schönberg und das elterliche Restaurant Matschakerhof, Wien 1